# Николаев, Иван Сергеевич
Ива́н Серге́евич Никола́ев (19 июля 1901, Воронеж — 22 сентября 1979, Москва) — советский инженер-архитектор, доктор архитектуры, профессор, заслуженный деятель науки и техники РСФСР, почётный доктор Пражской технической школы и Дрезденского технического университета, лауреат премии Международного союза архитекторов им. Жака Чуми, кавалер высших наград СССР.

## Биография
В 1925 г. окончил архитектурное отделение МВТУ. Ученик архитекторов В. А. Веснина и А. В. Кузнецова. В студенческие годы принимал участие в проектировании Всесоюзной сельскохозяйственной выставки (ВСХВ, впоследствии ВДНХ) в Москве. В 1930-х годах архитектор-практик . Всего в творческом багаже И. С. Николаева более 20 уникальных промышленных и гражданских сооружений, вошедших в историю русской архитектуры советского периода. С начала 1940-х годов — преподаватель кафедры промышленных сооружений МАИ (МАрхИ). Впоследствии — заведующий кафедрой советской архитектуры (1976—1978) и кафедры типологии промышленных зданий (1978—1979). Совмещал педагогическую деятельность с научной и проектной работой. Занимался исследованием архитектуры римских акведуков, разрабатывал вопросы пропорций в архитектуре. Защитил кандидатскую и докторскую диссертации. Ректор Московского архитектурного института в 1945—1947 и 1958—1970 годах.
Член КПСС с 1952 года, избирался делегатом XXII съезда КПСС.
Скончался в Москве 22 сентября 1979 года. Похоронен на Новодевичьем кладбище.

## Работы

### Дом-коммуна на улице Орджоникидзе
Дом-коммуна на улице Орджоникидзе в Москве — одна из наиболее известных работ Николаева. В проекте здания, реализованного в 1930—1931 годах, была воплощена идея дома-коммуны, предполагавшая полное обобществление быта. В плане здание, состоящее из трёх корпусов, напоминает самолёт. Концепция проекта была предложена самим студентами зимой 1928—1929 годов; функциональная схема здания была ориентирована на создание жёсткого распорядка дня студентов. Утром студент просыпался в жилой комнате — двухместной спальной кабине размером 2,3 на 2,7 м, вмещавшей только кровати и табуретки (всего таких кабин было 1008) — и направлялся в санитарный корпус, где проходил как по конвейеру последовательно душевые, помещения для зарядки, раздевалки. Из санитарного корпуса жилец по лестнице или пандусу спукался в низкий общественный корпус, где проходил в столовую, после чего отправлялся в институт или же в другие помещения корпуса — залы для бригадной работы, кабинки для индивидуальных занятий, библиотеку, актовый зал. В общественном корпусе находились также ясли для детей до трёх лет, а на крыше была устроена открытая терраса. Выходящие на север шедовые световые фонари, характерные скорее для промышленной архитектуры, создают в общественном корпусе равномерное освещение.
Спальный корпус решено было построить на стальном каркасе. Одна из инспекций в ходе строительства, заметив большое количество стальных балок, заявила о нерациональном использовании «стратегических материалов», и вскоре в «Правде» вышел фельетон Михаила Кольцова, обличавший архитектора Ивана Николаева и начальника стройки. После выхода фельетона Николаев несколько месяцев ожидал ареста.
В результате проведённой в 1960-е годы реконструкции общежития первоначальный замысел строгого распорядка дня был нарушен.

### Другие постройки
- Участие в сооружении павильонов Всероссийской сельскохозяйственной и кустарно-промышленной выставки (1922—1923, Москва, у Крымского моста), не сохранились[6];
- Комплекс зданий ЦАГИ, под руководством А. В. Кузнецова, совместно с А. С. Фисенко, Г. Я. Мовчаном, В. Я. Мовчаном, Л. Н. Мейльманом, Б. В. Гладковым, Г. Г. Карлсеном, (1924—1928, Москва, улица Радио, 17)[7];
- Участие в проектировании лаборатории шерсти Московского текстильного института под руководством А. В. Кузнецова, совместно с А. С. Фисенко (1927—1928, Москва)[6][8];
- Прядильная фабрика «Красная Талка», совместно с Б. В. Гладковым (1927, Иваново-Вознесенск)[6];
- Участие в проектировании Псковского льнокомбината, совместно с А. В. Кузнецовым, А. С. Фисенко, К. М. Соколовым, Е. Г. Лобовым и др. (1928, Псков)[6][8];
- Оршанский льнокомбинат, совместно с А. С. Фисенко (1928—1930, Орша)[6][8];
- Текстильная фабрика в Кайсери (Турция);
- Центральная проходная тракторного завода (1953—1955, Сталинград).
- Комплекс жилых зданий Преображенский вал 24, корпуса 1-6 (1929—1931, совместно с Г. М. Мапу, М. М. Русановой)[9][10]

## Награды
- Орден Ленина
- Орден Трудового Красного Знамени
- Медаль «За трудовую доблесть»
- Медаль «За оборону Москвы» (1944)[11]

### Книги
- Олейников, П. П. Архитектурное наследие Сталинграда. — Волгоград : Издатель, 2012. — С. 232—236. — 560 с. — 1000 экз. — ISBN 978-5-9233-0958-4.
- Иван Николаев. 1901—1979: Архитектор. Учёный. Педагог / Сост. Г. М. Агранович. — М.: Галарт, 2002. — 255 с. — ISBN 5-269-010116- Х.

### Статьи
- Адаскина Н. Л. Плафоны Ивана Николаева // Декоративное искусство СССР. — 1981. — № 1.
- Чередина И. С. Николаев Иван Сергеевич // Энциклопедия русского авангарда  / Авторы-составители В. И. Ракитин, А. Д. Сарабьянов; научный редактор А. Д. Сарабьянов. — М.: RA, Global Expert & Service Team, 2013. — Т. II: Л—Я. — С. 193—194. — ISBN 978-5-902801-11-5.